# Japonská pravoslavná církev
Japonská pravoslavná církev (japonsky 日本ハリストス正教会 Nihon Harisutosu Seikyōkai) je autonomní církev patřící pod jurisdikci Ruské pravoslavné církve.

## Historie
Svatý Mikuláš Japonský (vlastním jménem Ivan Dmitrijevič Kasatkin) přivedl do Japonska pravoslaví v 19. století. Roku 1861 byl poslán Ruskou pravoslavnou církví jako kněz do Hakodate do kaple Ruského konzulátu. Ačkoliv vláda Šógunů zakázala japonskou konverzi ke křesťanství, někteří lidé, kteří často navštěvovali kapli, roku 1864 konvertovali. Lidé, kteří v této době konvertovali, nebyli prvními Japonci, kteří přešli na pravoslavnou víru – někteří Japonci se předtím usídlili v Rusku, kde konvertovali.

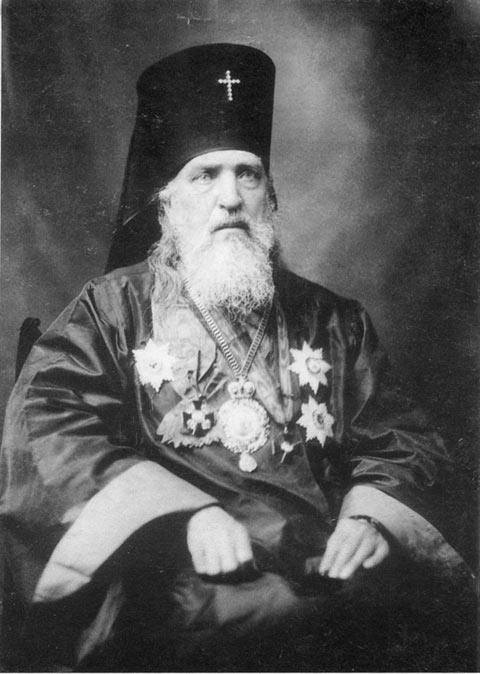
Svatý Mikuláš Japonský

Kromě krátkých výletů Mikuláš zůstával v Japonsku, i během Rusko-japonské války (1904–1905). Pravoslavné křesťanství prohlásil celostátním a byl jmenován prvním biskupem Japonské pravoslavné církve. Okolo roku 1863 byli její hlavy přemístěny z Hakodate do Tokia. Roku 1886 měla Japonská pravoslavná církev asi 10 000 členů. Roku 1891 Mikuláš založil katedrální chrám, zasvěcený Zmrtvýchvstání.
Svatý Mikuláš Japonský, je také znám pro svůj japonský překlad Nového zákona a některých liturgických knih (Triodion, Pentekostarion, Božská liturgie, Kniha žalmů a Irmologion).
Brzy misie založila Japonskou pravoslavnou církev pod jurisdikcí Ruské pravoslavné církve. Válka mezi Ruskem a Japonskem vytvořila politicky obtížnou situaci pro církev. Po Ruské revoluci roku 1917 byla duchovní a finanční podpora omezena. Japonská vláda měla nová podezření o Japonské pravoslavné církvi; zejména že jej považovali za skrytou komunistickou Ruskou špionáž. Druhý biskup Japonska metropolita Sergij Tichomirov, trpěl vládním podezřením a byl nucen rezignovat na svůj post. Ruská církev podobně trpěla Stalinistickou politikou a neměla schopnost pomoci mladé církvi Japonska.
Roku 1923 Velké zemětřesení v Kantó vážně poškodilo Japonskou pravoslavnou církev. Ústředí církve bylo zničeno a spáleno, včetně knihovny s mnoha cennými dokumenty. Roku 1929 bylo přestavěno díky příspěvkům věřících.
Křesťané během Patnáctileté války (1930–1945), která byla součástí 2. světové války velmi trpěli a pravoslavní zvláště. Roku 1945 po Japonské kapitulaci, měli okupační vůdcové velkorysý postoj ke křesťanským skupinám, vzhledem k jejich převážně americkým spojům. Vzhledem k tomu že většina Slovanských a Řecko-Amerických křesťanů navštěvovaly pravoslavné farnosti, Japonská církev udělala velký krok dopředu. Během války církev neměla žádný kontakt se světem. Po skončení války církvi místo Ruské pravoslavné círvke pomohla Pravoslavná církev v Americe. Japonská pravoslavná církev byla řízena biskupy Americké církve a několik mladíků kteří studovali v Pravoslavném teologickém semináři svatého Vladimíra v New Yorku, se stali novými vůdci Japonské církve.
Později když se situace Pravoslavné církve v Rusku zlepšila, se Japonská pravoslavná církev dostala zpět pod její jurisdikci. Roku 1970 byl zakladatel Japonské pravoslavné církve Nikolaj Kasatkin svatořečen Moskevským patriarchou se jménem Mikuláš Japonský, rovný apoštolům. Roku 2000 Ruská pravoslavná církev také svatořečila biskupa Andronika Nikolského který byl prvním biskupem Kjóta a později arcibiskupem Permu, byl zabit během Ruské revoluce.
Roku 2005 byl u katedrálního chrámu v Tokio otevřen první mužský monastýr.
Od roku 2000 do roku 2023 byl hlavou církve Daniel Nushiro, Arcibiskup Tokia a Metropolita celého Japonska.

## Organizace a hierarchie
Japonská pravoslavná církev je rozdělena do tří eprachií:
- Eparchie tokijská (Tokio: arcibiskup Daniel Nushiro)
- Eparchie sendajská a východojaponská (Sendai: arcibiskup Serafim)
- Eparchie kjótská a západojaponská (Kjóto)

Provozuje Pravoslavný teologický seminář v Tokiu.

## Liturgie
Japonská pravoslavná církev slouží v japonském jazyce, popřípadě používá církevní slovanštinu a řečtinu. Mnohé biblické a liturgické texty přeložil svatý Mikuláš Japonský. Liturgický styl sloužení zůstává ovlivněn Ruskou církví 19. století.